# Asperula pinifolia
Asperula pinifolia är en måreväxtart som först beskrevs av Pierre Edmond Boissier, och fick sitt nu gällande namn av Friedrich Ehrendorfer och Schönb.-tem.. Asperula pinifolia ingår i släktet färgmåror, och familjen måreväxter.
Artens utbredningsområde är Grekland. Inga underarter finns listade i Catalogue of Life.